# Clinton (Misisipi)
Clinton es una ciudad dentro del condado de Hinds, Misisipi, Estados Unidos. Situada en la zona metropolitana de Jackson, es la décima ciudad más grande en Misisipi. La población era 23.347 habitantes en el censo de los Estados Unidos del 2000.

## Historia

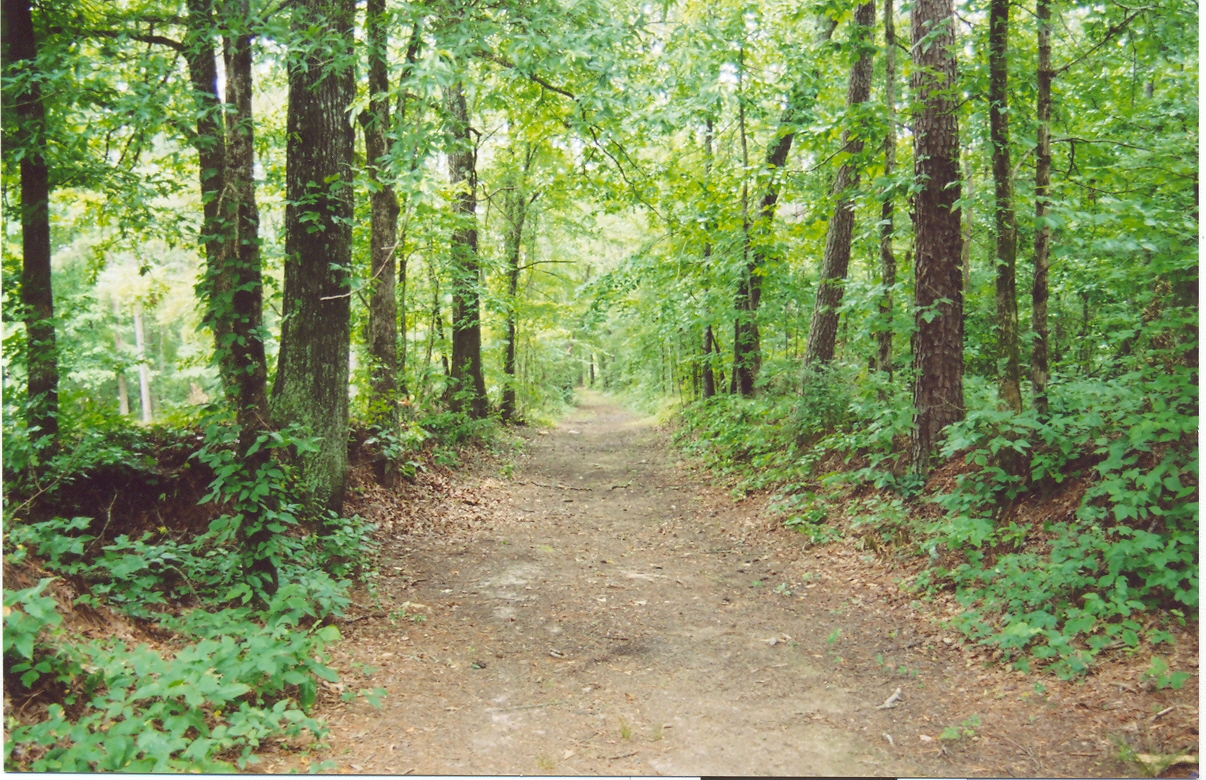
Old Natchez Trace en el 2002

La ciudad fue fundada en 1823, fue conocida como Monte Salus, que significa "Montaña de la salud". Monte Salus era también el nombre de la casa de Walter Leake, tercer gobernador de Misisipi, que se encontraba en Clinton y fue construida en 1812. En 1828, el nombre fue cambiado de Monte Salus a Clinton en honor a DeWitt Clinton, el ex gobernador de Nueva York.
La primera calle a construida en Monte Salus / Clinton fue la Natchez Trace. Actualmente cuenta con 3 carreteras principales que atraviesan la ciudad: Carretera 80 de EE. UU., Interestatal 20 EE. UU. y la Natchez Trace Parkway.
Mississippi College, una universidad cristiana situada en Clinton, es la más antigua universidad en el estado de Misisipi, fundada el 24 de enero de 1826. Mississippi College es la segunda universidad Bautista más antigua del mundo, y también fue el primer colegio mixto en los Estados Unidos que otorgaba títulos a las mujeres.[cita requerida]
Las fuerzas confederadas, así como las tropas de la Unión, tanto bajo el mando de Ulysses S. Grant y el general Sherman, ocuparon brevemente la ciudad durante la guerra civil estadounidense en el camino hacia la Batalla de Vicksburg en mayo de 1863. Grant, que obtuvo una victoria decisiva en Vicksburg, creyó erróneamente que John C. Pemberton, un general de la Confederación, lo atacaría en Clinton.
En septiembre de 1875, la revuelta de Clinton se produjo en el centro de la ciudad durante un mitin político de cerca de 3.000 personas. El motín fue racial y por motivos políticos, relacionados con el movimiento contemporáneo de reconstrucción en el marco del gobierno de los EE. UU. Aproximadamente 50 personas murieron, en su mayoría afroamericanos, y en los republicanos todos. La falta de respuesta por parte del gobierno de los EE. UU. en represalia marcó el principio del fin de la reconstrucción.
Durante la Segunda Guerra Mundial, se estableció el campamento Clinton, un campo de prisioneros alemanes al sur de la ciudad que albergaba a unos 3.000 soldados alemanes. La mayoría de los prisioneros eran del Afrika Korps. De los 40 generales alemanes capturados en la Segunda Guerra Mundial, había 35 de ellos en el campamento ubicado en Clinton. Los soldados alemanes aportaron mano de obra para construir un modelo de réplica de la cuenca del río Misisipi por el Cuerpo de Ingenieros del Ejército de EE. UU., utilizado para la prevención de inundaciones.
Clinton es un Certificado de la principal comunidad de Misisipi.

## Geografía
Clinton se encuentra en las coordenadas 32°20′22″N 90°19′23″O / 32.33944, -90.32306 (32.339545, -90.323038).
De acuerdo con la Oficina del Censo de los Estados Unidos, la ciudad tiene un área total de 62,4 km², de los cuales 61,7 km² son tierra y 0,6 km² (1,00%) son agua. La elevación de Clinton se encuentra a 109 metros sobre el nivel del mar.

## Demografía
Según la Oficina del Censo en 2000 los ingresos medios por hogar en la localidad eran de $47.092, y los ingresos medios por familia eran $53.482. Los hombres tenían unos ingresos medios de $38.194 frente a los $27.458 para las mujeres. La renta per cápita para la localidad era de $20.586. Alrededor del 5.7% de las familias y del 8.0% de la población estaban por debajo del umbral de pobreza.

## Gobierno
En Clinton opera una forma de gobierno Código Carta, dividido en seis distritos. El órgano de gobierno local compuesto por el alcalde, un concejal representante de cada una de los seis distritos electorales y un concejal en misión especial, cuyo deber es representar a toda la comunidad.
A partir de febrero de 2010, Rosemary G. Aultman es el alcalde de la ciudad. La Junta de concejales está conformada por Hisaw Tony (Distrito 1), Tony Greer (Distrito 2), Bill Barnett (Distrito 3), Kathy Peace (Distrito 4), Mike Morgan (Distrito 5), Mike Cashion (Distrito 6) y Jehu Brabham (Concejal-At-Large).